# Anmer
Anmer est une paroisse civile et un village du Norfolk, en Angleterre.